# Borghetto di Borbera
Borghetto di Borbera és un municipi situat al territori de la província d'Alessandria, a la regió del Piemont, (Itàlia).
Limita amb els municipis de Cantalupo Ligure, Dernice, Garbagna, Grondona, Roccaforte Ligure, Sardigliano, Stazzano i Vignole Borbera.
Pertanyen al municipi les frazioni de Castel Ratti, Cerreto, Cerreto di Molo, Cerreto Ratti, Liveto, Molo Borbera, Monteggio, Persi, Rivarossa, San Martino, Sorli i Torre Ratti.

## Galeria

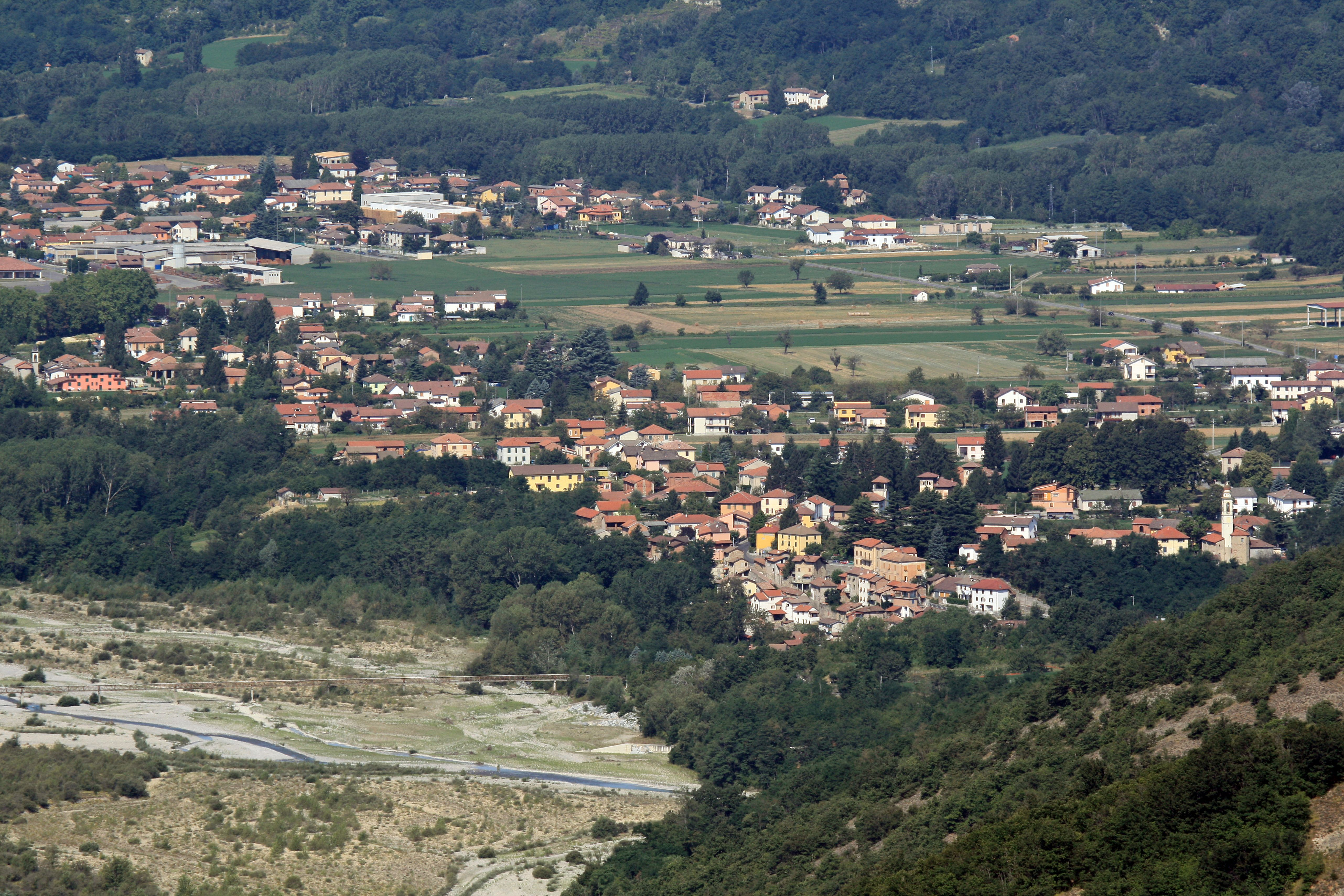
Vista del poble
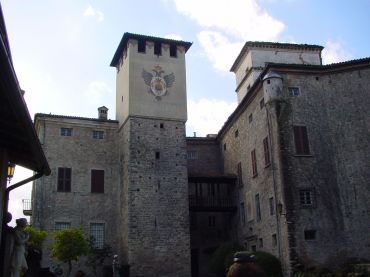
Castell de Torre Ratti
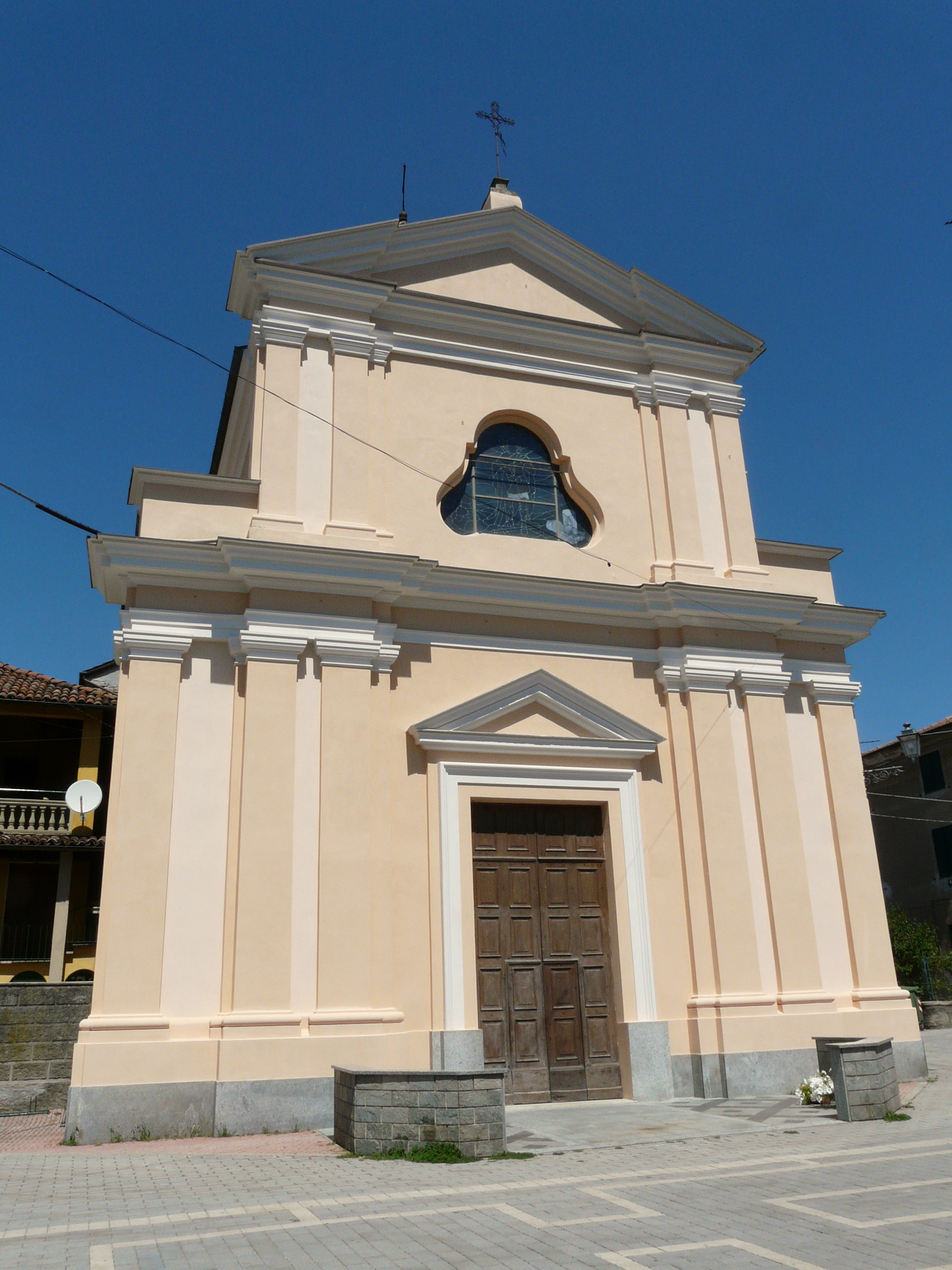
Església de S.Víctor
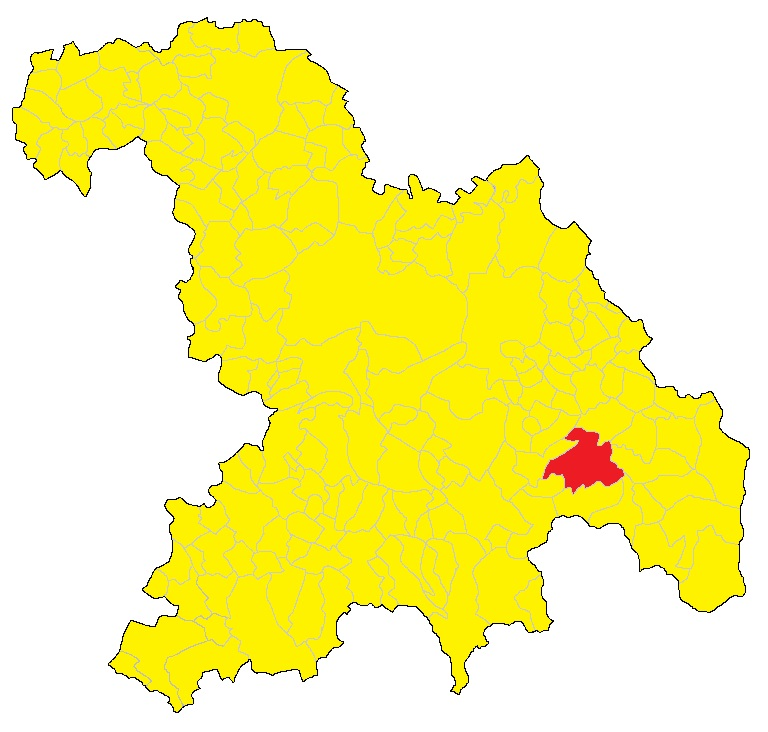
Localització del municipi de Borghetto di Borbera a la prov. d'Alessandria (Piemont)